# Sun Dan (natation)
Pour les articles homonymes, voir Sun et Sun Dan.
Dans ce nom chinois, le nom de famille, Sun, précède le nom personnel.
Sun Dan (née le 18 janvier 1985) est une nageuse chinoise.

## Biographie
Sun Dan remporte aux Championnats du monde de natation en petit bassin 2000 à Athènes la médaille de bronze du relais 4x200 mètres nage libre.
Elle participe aux Jeux olympiques d'été de 2000 à Sydney, disputant les courses de relais 4x100 mètres nage libre et 4x100 mètres quatre nages.